# عبد القادر الصوفي
عبد القادر الصوفي (بالإنجليزية: Abdalqadir as-Sufi)‏ هو شيخ صوفي وفيلسوف وكاتب ديني اسكتلندي وزعيم الطريقة الدرقاوية-الشاذيلية-القادري. وُلد في آير، وكان كاتبًا مسرحيًا وممثلًا قبل أن يعتنق الإسلام عام 1967 في جامعة القرويين في فاس بالمغرب. أسس حركة المرابطين العالمية [الإنجليزية] وألف العديد من الكتب عن الإسلام والصوفية والنظريات السياسية.

## الحياة السابقة
ولد عبد القادر الصوفي أو إيان دالاس في اسكتلندا عام 1930 لعائلة من مرتفعات اسكتلندا، سافر كثيرًا إلى اليونان وفرنسا وإيطاليا. وكان كاتبا وممثلا وقد عمل في فيلم فيديريكو فيليني 8½ في عام 1963.

## اعتناق الإسلام
اعتنق الصوفي الإسلام عام 1967 في فاس بالمغرب وتسمّى باسم عبد القادر وكان اسمه إيان دالاس قبل الإسلام، وشهد عليه عبد الكريم الداودي، وإمام وخطيب مسجد القرويين، وعلال الفاسي. ثم التحق بالطائفة الدرقاوية كطالب لمحمد بن الحبيب. سافر إلى المغرب والجزائر مع شيخه وتلقى مزيدًا من التعليمات في الصوفية من سيدي حمود بن البشير من البليدة وسيدي فضل الهواري الصوفي من فاس.

## تعليم
يدعو عبد القادر الصوفي إلى التمسك بالمدرسة الشرعية الأصلية للإسلام، وهي تقليد أهل المدينة المنورة حيث يعتبر هذا الصياغة الأولية للمجتمع الإسلامي وضرورة لإعادة تأسيس المجتمع الإسلامي. الإسلام في العصر الحالي.
كان عبد القادر مسؤولاً عن إنشاء مسجد الإحسان في نورويتش بإنجلترا ومسجد غرناطة الكبير ومسجد الجمعة في كيب تاون في جنوب أفريقيا.
يعلّم عبد القادر الصوفي أن الإرهاب الانتحاري محظور بموجب الشريعة الإسلامية، وأن نمطه النفسي ينبع من العدمية، وأنه «يصرف الانتباه عن حقيقة أن الرأسمالية قد فشلت». وقد صرح بأن بريطانيا على حافة الانهيار النهائي وأن السكان المسلمين في بريطانيا فقط هم من يمكنهم «تنشيط هذا العالم القديم». كتب بإسهاب عن أهمية الملكية والحكم الشخصي.
في عام 2006، أصدر فتوى بعد زيارة وكلمة ألقاها البابا بنديكتوس السادس عشر في ألمانيا. وذكر في فتواه بشأن مداولات البابا بنديكتوس السادس عشر في ألمانيا «في رأيي أن البابا بنديكتوس السادس عشر مذنب بإهانة رسول الله». كان معلمًا للعالم الصوفي الأمريكي حمزة يوسف.

## وصلات خارجية
- عبد القادر الصوفي على موقع IMDb (الإنجليزية)
- عبد القادر الصوفي على موقع قاعدة بيانات الفيلم (الإنجليزية)
- الموقع الرسمي